# Badminton vid europeiska spelen 2015
Badminton vid europeiska spelen 2015 i Baku avgjordes mellan 22 juni och 28 juni i Baku Sports Hall. Tävlingen pågick under en vecka där det delades ut medaljer i fem stycken grenar. Runt 160 idrottare deltog.

## Medaljsummering
| Gren       | Guld                                     | Silver                                          | Brons                                                                |
| Herrsingel | Pablo Abián (ESP)                        | Emil Holst (DEN)                                | Dieter Domke (GER) · Kęstutis Navickas (LTU)                         |
| Herrdubbel | Danmark Mathias Boe Carsten Mogensen     | Ryssland Vladimir Ivanov Ivan Sozonov           | Tyskland Raphael Beck Andreas Heinz Irland Joshua Magee Sam Magee    |
| Damsingel  | Line Kjaersfeldt (DEN)                   | Lianne Tan (BEL)                                | Petya Nedelcheva (BUL) · Clara Azurmendi (ESP)                       |
| Damdubbel  | Bulgarien Gabriela Stoeva Stefani Stoeva | Ryssland Ekaterina Bolotova Evgeniya Kosetskaya | Danmark Lena Grabak Maria Helsbøl Turkiet Özge Bayrak Neslihan Yiğit |
| Mixdubbel  | Danmark Niclas Nøhr Sara Thygesen        | Frankrike Gaetan Mittelheisser Audrey Fontaine  | Tyskland Raphael Beck Kira Kattenbeck Irland Sam Magee Chloe Magee   |